# Звід основних державних законів Російської імперії
Звід основних державних законів Російської імперії — звід законоположень, що стосувалися загальних засад державного ладу Російської імперії, що включав в себе попередні джерела права, діяв в Росії з 1 (12) січня 1835 по 1 (14) вересня 1917.
Вперше Основні закони кодифіковані під керівництвом М. М. Сперанського й увійшли в Том 1 «Зводу законів Російської імперії», виданого в 1832 і введеного в дію в 1833 Маніфестом російського імператора  Миколи I. За роботу над Зводом законів М. М. Сперанський удостоєний найвищої державної нагороди - Ордена Андрія Первозванного.
23 квітня 1906 в Основні закони внесені зміни у зв'язку з виданням російським імператором Миколою II 6 серпня 1905 Маніфесту про заснування Державної Думи, 17 жовтня 1905 Маніфесту «Про вдосконалення державного порядку» і 20 лютого 1906 Маніфесту про перебудову Державної Ради. В редакції від 23 квітня 1906 Основні державні закони стали фактично першою конституцією Росії; вони складалися з двох розділів, 17 глав і 223 статей.
Звід основних державних законів 1906 виданий всеросійським імператором і ніколи не сприймався ні народом, ні народними представниками. Основні державні закони 1906 року наділяли Державну Думу Російської імперії низкою законодавчих повноважень. У них була відсутня глава про місцеве самоврядування - органами місцевого самоврядування залишалися земські збори, повноваження яких і виборче право при виборах в них визначалися на той момент положення про земські установи 1890 року. Виборче право при виборах в Державну Думу визначалося становищем про вибори, перше з яких видано в 1905, друге - в 1907; в 1917 видано положення про вибори у Всеросійські установчі збори.
1 (14) вересня 1917 Тимчасовий уряд проголосив Росію республікою . 5 (18) січня 1918 Всеросійські установчі збори також оголосили Росію республікою .